# Liste der Kulturdenkmale in Wittbek
In der Liste der Kulturdenkmale in Wittbek sind alle Kulturdenkmale der schleswig-holsteinischen Gemeinde Wittbek (Kreis Nordfriesland) aufgelistet (Stand: 10. März 2025).

## Legende
In den Spalten befinden sich folgende Informationen:
- Objekt-ID: die Nummer des Kulturdenkmales
- Lage: die Adresse des Kulturdenkmales und die geographischen Koordinaten. Kartenansicht, um Koordinaten zu setzen. In der Kartenansicht sind Kulturdenkmale ohne Koordinaten mit einem roten Marker dargestellt und können in der Karte gesetzt werden. Kulturdenkmale ohne Bild sind mit einem blauen Marker gekennzeichnet, Kulturdenkmale mit Bild mit einem grünen Marker.
- Offizielle Bezeichnung: Bezeichnung des Kulturdenkmales
- Beschreibung: die Beschreibung des Kulturdenkmales
- Bild: ein Bild des Kulturdenkmales

## Bauliche Anlagen
| Objekt-ID | Lage                                              | Offizielle Bezeichnung       | Beschreibung | Bild |
| --------- | ------------------------------------------------- | ---------------------------- | --- | ---- |
| 39162     | Dorfstraße 18 (54° 28′ 31″ N, 9° 12′ 26″ O)       | Bauernhof                    | Bauernhof; 1910/1936; eingeschossiger, in die 5 gebauter Backsteinbau mit schiefergedeckten Halbwalmdächern, Wohnteil mit Backengiebel, Wirtschaftsteil mit verbrettertem Drempel und Lootor - Begründung: geschichtlich, städtebaulich, Kulturlandschaft prägend - Schutzumfang: gesamtes Objekt - Denkmaltyp: Bauliche Anlage | BW   |
| 39166     | Dorfstraße 41 (54° 28′ 33″ N, 9° 12′ 39″ O)       | Wohn- und Wirtschaftsgebäude | Wohn- und Wirtschaftsgebäude; 1929; eingeschossiges Backsteinwohnhaus unter Schopfwalmdach mit zweigeschossigem Mittelrisalit, Mauerwerk mit Rustizierungen, rückwärtiger Stalltrakt unter Mansarddach - Begründung: geschichtlich, städtebaulich - Schutzumfang: gesamtes Objekt - Denkmaltyp: Bauliche Anlage                 | BW   |
| 39156     | Osterwittbekfeld 16 (54° 28′ 22″ N, 9° 15′ 57″ O) | Wohn- und Wirtschaftsgebäude | Wohn- und Wirtschaftsgebäude; 1881; eingeschossiger, traufständiger Backsteinbau vom Typus des Geesthardenhauses, reetgedecktes Halbwalmdach, geschlämmte Fassade, Zwerchhaus über dem Hauseingang - Begründung: geschichtlich, Kulturlandschaft prägend - Schutzumfang: gesamtes Objekt - Denkmaltyp: Bauliche Anlage          | BW   |

## Quelle
- Liste der Kulturdenkmale in Schleswig-Holstein – Kreis Nordfriesland (PDF)

- Karte mit allen Koordinaten:
- OSM |
- WikiMap